# Gante-Wevelgem 1992
La Gante-Wevelgem 1992 fue la 54.ª edición de la carrera ciclista Gante-Wevelgem y se disputó el 8 de abril de 1992 sobre una distancia de 210 km.  
El vencedor fue el italiano Mario Cipollini (GB-MG Maglificio), que se impuso al sprint, después de que el uzbeco Djamolidine Abdoujaparov fuera descalificado por sprint irregular. El belga Johan Capiot y el también italiano Adriano Baffi fueron segundo y tercero respectivamente.

## Clasificación final
| Posición | Ciclista             | Equipo              | Tiempo   |
| -------- | -------------------- | ------------------- | -------- |
| 1        | Mario Cipollini      | GB-MG Maglificio    | 4h49'00" |
| 2        | Johan Capiot         | TVM-Sanyo           | m.t.     |
| 3        | Adriano Baffi        | Ariostea            | m.t.     |
| 4        | Jean-Paul van Poppel | PDM-Ultima-Concorde | m.t.     |
| 5        | Jelle Nijdam         | Buckler             | m.t.     |
| 6        | Uwe Raab             | PDM-Ultima          | m.t.     |
| 7        | Johan Museeuw        | Lotto-Mavic-MBK     | m.t.     |
| 8        | Olaf Ludwig          | Panasonic-Sportlife | m.t.     |
| 9        | Giovanni Fidanza     | Gatorade            | m.t.     |
| 10       | Nico Verhoeven       | PDM-Ultima-Concorde | m.t.     |